# Encefalopati
Encefalopatier, av grekiska ἐγκέφαλος, "hjärna", och πάθεια, "lidande", avser de sjukdomar som drabbar hjärnan, främst de kroniskt degenerativa sjukdomarna. Begreppet syftar inte på en specifik sjukdom utan är mer av ett samlingsbegrepp för alla de sjukdomar som kan drabbar hjärnan och ger nedsatt hjärnfunktion.